# Georges Bouzerait
Georges Bouzerait, né le 10 décembre 1908 à Paris 17e et mort le 11 août 1942 au Mont-Valérien, est un résistant français.

## Biographie
Georges Julien Bouzerait est né le 10 décembre 1908  dans le 17e arrondissement de Paris. Ses parents, Victor Charles Alexis Bouzerait et Félicia Copinet, étaient maraîchers à Montrouge, rue Racine.
Il a adhéré au Parti communiste français en 1933 et il y est resté jusqu'à la dissolution du parti en 1939. À la démobilisation, il reprend, fin 1940, son activité au sein du parti clandestin. Tout d'abord responsable de cellule, il est désigné en janvier 1942 comme « responsable des masses » d'un secteur. Lieutenant au Corps francs, FTP (Francs-tireurs et partisans). Il s'occupe du recrutement, de la distribution du matériel de propagande dans le district (Petit Ivry et Bicêtre), de la fourniture d'armes à l'OS et il exerce les fonctions d'agent de liaison entre l'OS et la direction du parti.
Jardinier, de profession, il demeurait au 31, rue Voltaire à Montreuil-sous-Bois lorsqu'il fut arrêté le 24 juin 1942 par la Police française et remis aux autorités allemandes le 27 juin 1942 à Paris. Accusé d'activité terroriste, il est incarcéré à la prison de la Santé. Il est fusillé avec 87 autres otages[réf. nécessaire], dont Jean-Baptiste Douvrin, au Mont-Valérien, le 11 août 1942. Il repose au cimetière de Montrouge, depuis le 16 décembre 1944 (carré militaire 36.1.5)
Disposant d'une vive intelligence et fervent communiste, il est désigné pour être exécuté. Il a donné son nom à une rue de la ville de Montrouge.